# Єгипет на літніх Олімпійських іграх 2000
Єгипет брав участь у Літніх Олімпійських іграх 2000 року у Сіднеї удев'ятнадцяте за свою історію, але не завоював жодної медалі. Збірну країни представляли 89 спортсменів.

## Склад Олімпійської збірної Єгипту

### Плавання
Спортсменів — 3
У наступний раунд на кожній дистанції проходили найкращі спортсмени за часом, незалежно від місця зайнятого у своєму запливі.
Чоловіки
| Спортсмен       | Змагання            | Попередні запливи | Попередні запливи | Півфінали  | Півфінали  | Фінал      | Фінал      |
| Спортсмен       | Змагання            | Результат         | Місце             | Результат  | Місце      | Результат  | Місце      |
| --------------- | ------------------- | ----------------- | ----------------- | ---------- | ---------- | ---------- | ---------- |
| Махмуд Ель-Вані | 200 м вільний стиль | 1:55,19           | 46                |            |            | Не пройшов | Не пройшов |
| Хані Ель-Теір   | 400 м вільний стиль | 4:04,23           | 41                |            |            | Не пройшов | Не пройшов |
| Хаїтхам Хассан  | 100 м на спині      | 58,67             | 44                | Не пройшов | Не пройшов | Не пройшов | Не пройшов |

### Стрільба
Усього спортсменів — 4
Після кваліфікації найкращі спортсмени за очками проходили в фінал, де продовжували з очками, набраними у кваліфікації. У деяких дисциплінах кваліфікація не проводилась. Там спортсмени виявляли найсильнішого в один раунд.
Чоловіки
| Спортсмен  | Змагання       | Кваліфікація | Місце | Фінал      | Місце      | Всього | Місце |
| ---------- | -------------- | ------------ | ----- | ---------- | ---------- | ------ | ----- |
| Тарек Ріяд | Пістолет, 10 м | 571          | 27    | Не пройшов | Не пройшов | 571    | 27    |

Жінки
| Спортсмен          | Змагання        | Кваліфікація | Місце | Фінал      | Місце      | Всього | Місце |
| ------------------ | --------------- | ------------ | ----- | ---------- | ---------- | ------ | ----- |
| Ясмін Хелми        | Гвинтівка, 10 м | 390          | 28    | Не пройшла | Не пройшла | 390    | 28    |
| Марва Султан       | Гвинтівка, 10 м | 376          | 49    | Не пройшла | Не пройшла | 376    | 49    |
| Хебаталла Ель-Ваза | Пістолет, 10 м  | 379          | 16    | Не пройшла | Не пройшла | 379    | 16    |